# Naʿan
Naʿan (hebräisch נַעַן, gesprochen: [ˈnʌʔʌn]) ist ein Kibbuz nahe der Stadt Rechovot im Zentralbezirk Israels. Der Kibbuz hatte 2018 1671 Einwohner.
Im September 1930 gründeten 42 im Land aufgewachsene Mitglieder des Jugendbundes Histadrut ha-Noʿar ha-ʿOved we-ha-Lomed die landwirtschaftliche Kollektivsiedlung auf einem Gelände, das sie mit Hilfe des Jüdischen Nationalfonds (KKL) von Eigentümern im benachbarten arabischen Dorf al-Naʿani erworben hatten. Der Kibbuz wurde nach dem biblischen Ort Naʿama (Josua 15,41) benannt, der sich vermutlich auf dem Ausgrabungshügel bei al-Naʿani befand.
Mitglieder von Naʿan – unter ihnen Yisrael Galili – spielten eine Schlüsselrolle in der Hagana, der Ort wurde 1948 Hauptquartier der Israelischen Verteidigungsstreitkräfte (IDF). Der Kibbuz begann mit Gemüse- und Milchwirtschaft und entwickelte über die Jahre eine florierende Industrie für Bewässerungssysteme. Seit den 1980er Jahren wurden auch in Naʿan Einrichtungen privatisiert und damit Stück für Stück sozialistische Arbeitsweisen der Gründungsphase aufgegeben. Aus der starken Beschäftigung mit Landwirtschaft und Obstbau heraus ist der Kibbuz Naʿan in der jüngsten Vergangenheit zu einem Zentrum des ökologischen Landbaus in Israel geworden.

## Mitglieder
- Moshe Carmel (1911–2003), Soldat und Politiker
- Akiva Eger (1913–2001), Ökonom
- Einav Galili (* 1969), Journalistin, Satirikerin, Fernseh- und Radiomoderatorin
- Shmarya Guttman (1909–1996), auch als Schmarjahu Gutman bekannt, Archäologe
- Yisrael Galili (1911–1986), Soldat und Politiker
- Erʾel Margalit (* 1961), israelischer Politiker und Unternehmer